# Soppkök

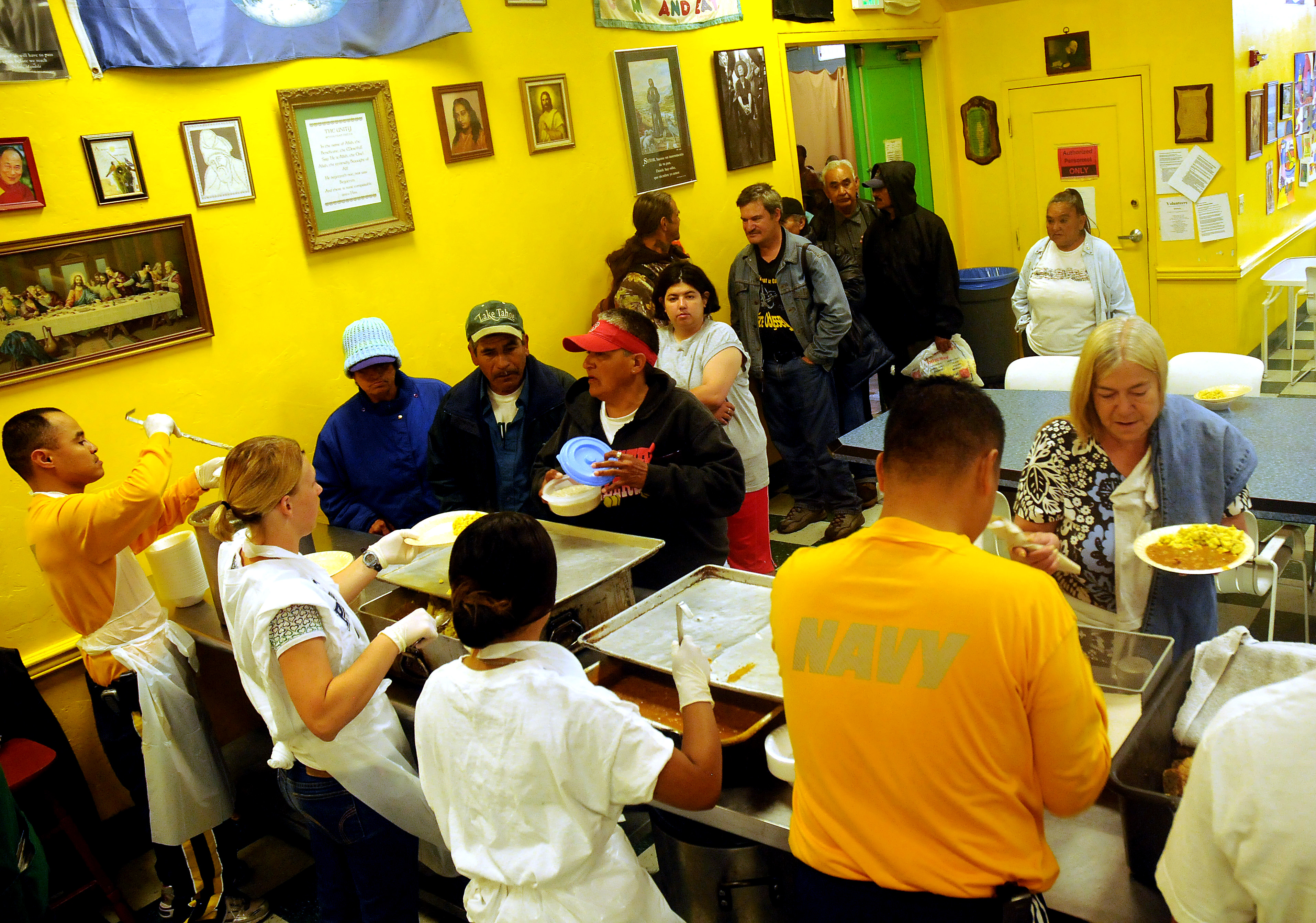
Frukostservering på ett nutida soppkök i Salinas, Kalifornien.

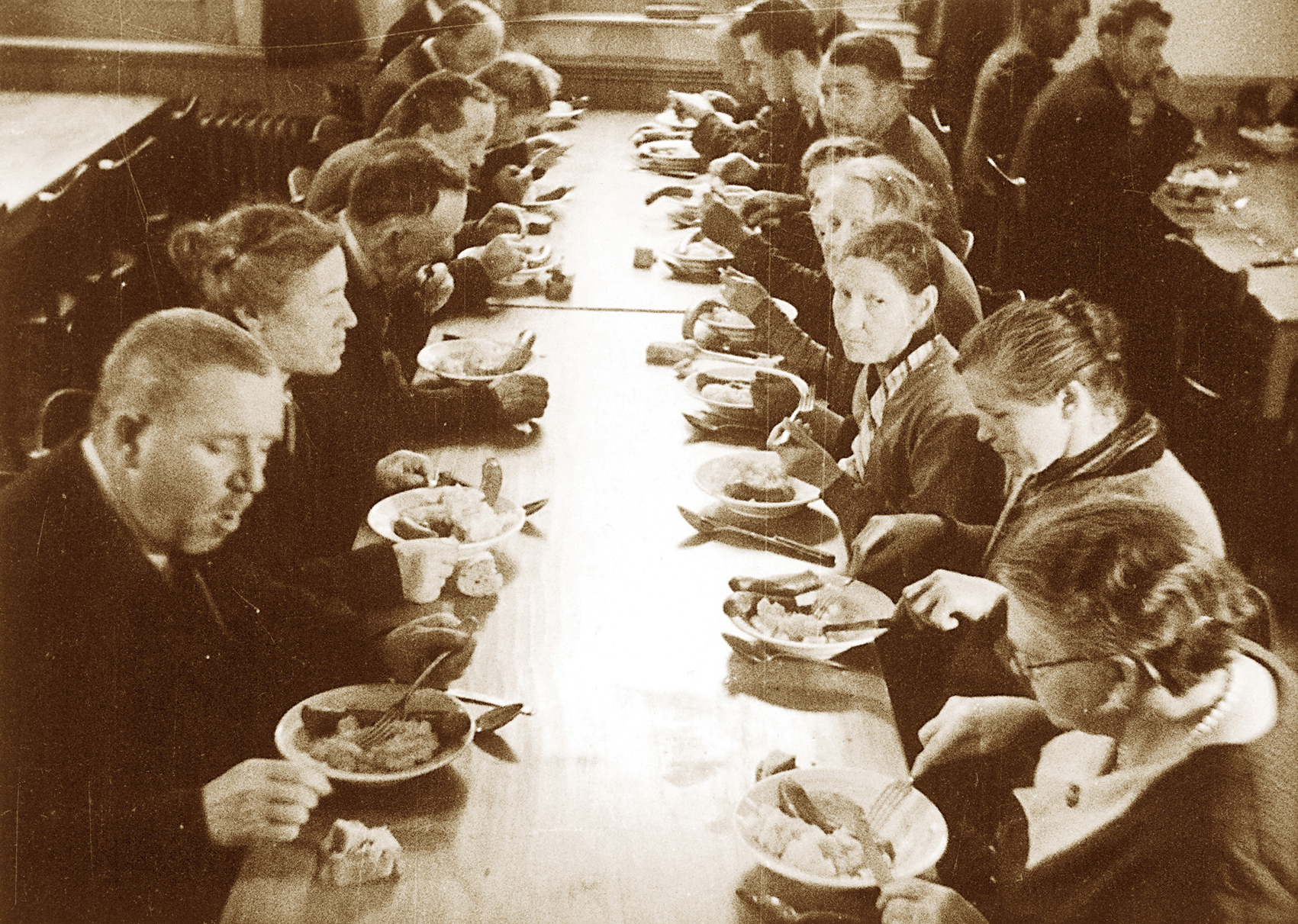
Utspisning på ett soppkök i Schweiz under 1930- eller 1940-talet.

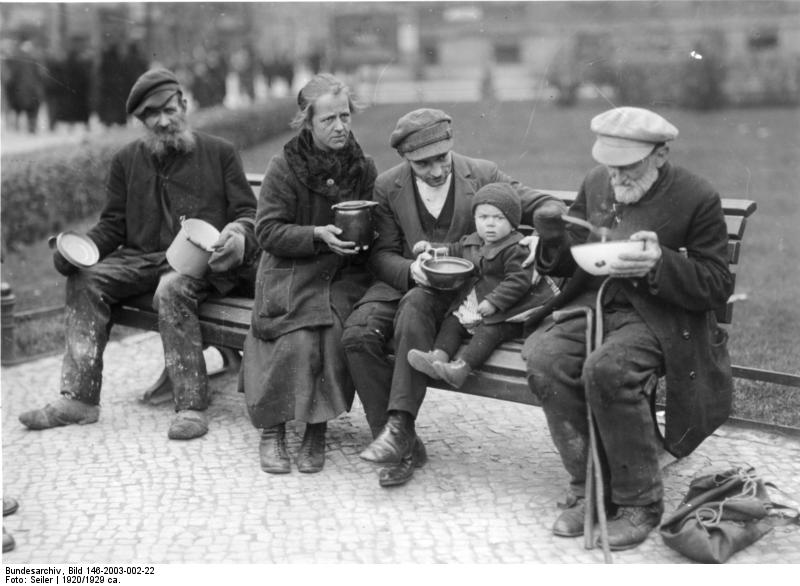
Fattiga arbetslösa i Berlin under 1920-talets svåra depression äter en enkel måltid som de har hämtat på ett soppkök.

Ett soppkök är en offentlig servering av enklare, men näringsriktig mat till behövande personer i välgörande syfte. I Sverige drivs dessa ofta av välgörenhetsorganisationer, och soppköken utnyttjas bland annat av hemlösa personer. Serveringen sker gratis eller till en låg kostnad. Den mat som serveras behöver inte nödvändigtvis vara soppa, även om soppor och grytor är enkla att tillaga i stora mängder och lätta att varmhålla, vilket passar väl för denna typ av verksamhet.
En historisk motsvarighet till soppköken är de ångkök som förekom från mitten av 1800-talet till början av 1900-talet.
Ångkök eller folkkök (efter tyskans Volksküchen), var en tidigare svensk beteckning på offentliga verksamheter, som vanligen drevs av kommunerna eller av välgörenhetsorganisationer i syfte att se till att den fattigare befolkningen fick en god och närande, om än enkel, kost till billigast tänkbara pris. Maten tillagades i stor skala och framför allt genom ångkokning, vilket gav upphov till namnet. Den utportionerades såväl för att ätas på plats som för avhämtning.

## Historia
Verksamheten var särskilt vanlig i Tyskland, där det första ångköket inrättades 1849 i Leipzig, och där verksamheten spreds snabbt sedan ångkök 1866 öppnats i Berlin. Det första ångköket i Sverige anlades i Göteborg 1858, samma år som norska Kristiania fick ett. Den 10 januari 1859 öppnades ett ångkök i Stockholm i huset på Regeringsgatan 82. Tillströmningen till de två svenska ångköken var i början mycket stor, men avtog snabbt, och inrättningarna drevs därför ej vidare. Även i andra svenska städer följdes exemplet, men med samma nedslående resultat. På 1880-talet inrättades i Malmö ett mycket anlitat ångkök, och under samma årtionde anlades två sådana i Stockholm. Det ena av dessa, anlagt på Kungsholmen av grosshandlaren och brännvinskungen L.O. Smith, donerades 1888 av Smith till Sundsvall som en hjälpåtgärd efter Sundsvallsbranden. Hösten 1891 öppnades tre ångkök i Stockholm som stod under prins Carls beskydd: ett på Östermalm, ett på Södermalm och ett på Kungsholmen. Dessa blev några år framåt talrikt besökta: 1 oktober 1892–1 oktober 1893 uppgick antalet portioner sammanlagt till 478 526, men de upphörde i slutet av 1890-talet. Under kristiden i slutet av och efter första världskriget, 1917–1919, inrättade Stockholms livsmedelsnämnd tre stora ångkök i f.d. Nürnbergs Bryggeri vid Högbergsgatan på Södermalm.

## Ångköks-Olle och ångköksvalet
Beteckningen ångkök har också kommit att bevaras i svenska språket genom en politisk händelse under år 1887, då Tullstriden 1887 utspelades. Ångköksföreståndaren Olof Larsson, allmänt kallad "Ångköks-Olle" ställde upp på den frihandelsvänliga listan i Stockholms stad i andrakammarvalet 1887, men hade skatteskulder på 11 kronor och 58 öre, vilket gjorde alla valsedlar med hans namn ogiltiga. Detta ledde till att de tullvänliga fick majoritet istället för de frihandelsvänliga. Valet kom därför att kallas "ångköksvalet".